# Diócesis de Palmares
La diócesis de Palmares (en latín: Dioecesis Palmopolitana y en portugués: Diocese de Palmares) es una circunscripción eclesiástica latina de la Iglesia católica en Brasil, sufragánea de la arquidiócesis de Olinda y Recife. La diócesis tiene al obispo Fernando Barbosa dos Santos, C.M. como su ordinario desde el 9 de junio de 2021. 

## Territorio y organización
La diócesis tiene 3797 km² y extiende su jurisdicción sobre los fieles católicos de rito latino residentes en 18 municipios del estado de Pernambuco: Água Preta, Barreiros, Belém de Maria, Catende, Cortês, Cupira, Gameleira, Jaqueira, Joaquim Nabuco, Lagoa dos Gatos, Maraial, Palmares, Ribeirão, Rio Formoso, São José da Coroa Grande, Sirinhaém, Tamandaré y Xexéu.
La sede de la diócesis se encuentra en la ciudad de Palmares, en donde se halla la Catedral de la Inmaculada Concepción de los Montes.
En 2019 en la diócesis existían 24 parroquias.

## Historia
La diócesis fue erigida el 13 de enero de 1962 con la bula Peramplas Ecclesias del papa Juan XXIII, obteniendo el territorio de la arquidiócesis de Olinda y Recife y de la diócesis de Garanhuns.

## Estadísticas
De acuerdo al Anuario Pontificio 2020 la diócesis tenía a fines de 2019 un total de 248 686 fieles bautizados.
| Año                                                                             | Población            | Población | Población      | Sacerdotes | Sacerdotes    | Sacerdotes    | Bautizados por sacerdote | Diáconos permanentes | Religiosos | Religiosos | Parroquias |
| Año                                                                             | Bautizados católicos | Total     | % de católicos | Total      | Clero secular | Clero regular | Bautizados por sacerdote | Diáconos permanentes | Varones    | Mujeres    | Parroquias |
| ------------------------------------------------------------------------------- | -------------------- | --------- | -------------- | ---------- | ------------- | ------------- | ------------------------ | -------------------- | ---------- | ---------- | ---------- |
| 1965                                                                            | 299 000              | 310 000   | 96.5           | 20         | 9             | 11            | 14 950                   |                      | 5          | 55         | 15         |
| 1968                                                                            | ?                    | 322 134   | ?              | 20         | 12            | 8             | ?                        |                      | 10         | 59         | 13         |
| 1976                                                                            | 270 500              | 340 753   | 79.4           | 18         | 11            | 7             | 15 027                   |                      | 7          | 62         | 15         |
| 1980                                                                            | 284 000              | 355 000   | 80.0           | 13         | 13            |               | 21 846                   |                      | 1          | 78         | 15         |
| 1990                                                                            | 310 000              | 420 000   | 73.8           | 19         | 15            | 4             | 16 315                   | 1                    | 12         | 82         | 16         |
| 1999                                                                            | 352 000              | 476 000   | 73.9           | 26         | 21            | 5             | 13 538                   | 1                    | 6          | 66         | 18         |
| 2000                                                                            | 358 000              | 484 000   | 74.0           | 27         | 22            | 5             | 13 259                   | 4                    | 6          | 65         | 18         |
| 2001                                                                            | 310 000              | 421 142   | 73.6           | 27         | 22            | 5             | 11 481                   | 4                    | 6          | 71         | 18         |
| 2002                                                                            | 310 000              | 421 142   | 73.6           | 24         | 20            | 4             | 12 916                   | 4                    | 5          | 66         | 18         |
| 2003                                                                            | 311 142              | 421 142   | 73.9           | 26         | 21            | 5             | 11 967                   | 4                    | 6          | 70         | 20         |
| 2004                                                                            | 270 913              | 423 589   | 64.0           | 25         | 20            | 5             | 10 836                   | 4                    | 6          | 64         | 20         |
| 2013                                                                            | 303 000              | 460 000   | 65.9           | 33         | 33            |               | 9181                     | 4                    | 2          | 65         | 22         |
| 2016                                                                            | 310 000              | 475 088   | 65.3           | 33         | 33            |               | 9393                     | 8                    | 2          | 72         | 23         |
| 2019                                                                            | 248 686              | 466 927   | 53.3           | 31         | 31            |               | 8022                     | 7                    | 2          | 64         | 24         |
| Fuente: Catholic-Hierarchy, que a su vez toma los datos del Anuario Pontificio. |                      |           |                |            |               |               |                          |                      |            |            |            |

## Episcopologio
- Acácio Rodrigues Alves † (11 de julio de 1962-12 de julio de 2000 retirado)
- Genival Saraiva de França (12 de julio de 2000-19 de marzo de 2014 retirado)
- Henrique Soares da Costa † (19 de marzo de 2014-18 de julio de 2020 falleció)
- Fernando Barbosa dos Santos, C.M., desde el 9 de junio de 2021